# Jiloan Hamad
Jiloan Mohamed Hamad, född 6 november 1990 i Baku, Sovjetunionen, är en svensk-irakisk fotbollsspelare av kurdisk härkomst som spelar för hongkongska Lee Man.

## Klubbkarriär
Hamad kom från Örebro-klubben BK Forward till Malmö FF 2008 och skrev på ett kontrakt fram till 2011. Han förlängde den 8 april 2011 sitt kontrakt med klubben fram till den 31 december 2013.
Den 3 augusti 2011 avgjorde Hamad kvalmatchen till Champions League 2011/2012 mellan Malmö FF och skotska Rangers efter att ha kvitterat i den 80:e matchminuten med en perfekt volleyträff. Malmö hade tidigare vunnit den första matchen på Ibrox Stadium efter att Daniel Larsson punkterat matchen med 1–0. Målet tog MFF vidare till den sista kvalrundan, playoff, där man dock åkte ut mot Dinamo Zagreb. Malmö fick då spela i Europa League, där man hamnade sist i en grupp med AZ Alkmaar, Austria Wien och Metalist Charkiv. Hamad gjorde ett mål i turneringen; på hemmaplan mot Charkiv, men det hjälpte föga då MFF förlorade med 4–1. 

### 1899 Hoffenheim
Den 30 oktober 2013 skrev Hoffenheim på sin officiella hemsida att Jiloan Hamad är klar för 3 1/2 år från och med 1 januari 2014 när transferfönstret öppnar.

### Standard Liège
Den 31 januari 2015 lånades Hamad ut till belgiska Standard Liège. Han debuterade för klubben den 6 februari 2015 i en 3–0-vinst över Mouscron-Péruwelz, där han i den 72:a minuten byttes in mot Geoffrey Mujangi Bia.

### Hammarby IF
Den 7 februari 2017 värvades Hamad av Hammarby IF, där han skrev på ett tvåårskontrakt, med en option på ytterligare ett år. I premiäromgången av Allsvenskan 2018 gjorde Hamad ett hattrick i en 3–1-vinst över IK Sirius.

### Incheon United
Den 29 januari 2019 värvades Hamad av den sydkoreanska klubben Incheon United. Han kommenterade att ekonomiska orsaker låg bakom klubbvalet.

### HNK Gorica
I augusti 2019 värvades Hamad av kroatiska HNK Gorica, där han skrev på ett tvåårskontrakt. Efter säsongen 2020/2021 lämnade Hamad klubben i samband med att hans kontrakt gick ut.

### Örebro SK
I juli 2021 värvades Hamad av Örebro SK, där han skrev på ett 3,5-årskontrakt. Efter säsongen 2022 kom Örebro SK och Hamad överens om att bryta kontraktet i förtid.

### Senare karriär
Den 31 januari 2023 värvades Hamad av Al-Kholood i den saudiska andraligan. I juli 2023 värvades han av thailändska Uthai Thani. I juli 2024 värvades Hamad av hongkongska Lee Man.

## Landslagskarriär
Hamad landslagsdebuterade 19 januari 2011 i en landskamp mot Botswana, en match som Sverige vann med 2–1.

## Meriter
- P16/P17-landskamper (2007): 12 matcher / 4 mål
- SM Guld, vinnare Canal+Cupen (2006)
- Svensk mästare i Malmö FF (2010)
- Svensk mästare i Malmö FF (2013)
- Svensk Supercup mästare i Malmö FF (2013)